# ジョン・マッキー (作曲家)
ジョン・マッキー（John Mackey, 1973年10月1日 - ）は、アメリカの作曲家。元々は室内音楽を描いていたが、日本においては吹奏楽曲で知られている。

## 人物・来歴
オハイオ州ニューフィラデルフィア生まれ、ウェスターヴィルに育ち、ウェスターヴィル南高校（en:Westerville South High School）に通う。両親は音楽家だったが息子に音楽教育は受けさせず、祖父から楽譜の読み方やコンピュータによる楽譜作成を教わったものの、正式に楽器演奏の教育を受けたことはない。教育よりも楽しみを志向した実験的なプログラムを体験したことで、自分自身の音楽を書くようになっていった。クリーヴランド音楽大学でドナルド・アーブに師事し、1995年に学士号を取得、ジュリアード音楽院でジョン・コリリアーノに師事し、1997年に修士号を取得した。楽器演奏による試験を、自分のように楽器のできない作曲家へ求めない方針を持つ機関へ支援を始めている。この問題についてマッキーは、「楽器の演奏をせずとも作曲をする手立ても明確に存在する」と述べている。
1995年から2005年にかけてニューヨークで暮らし、そこではデビット・パーソンズ(David Parsons)やロバート・バトル（Robert Battle）、アイガル・ペリー（Igal Perry）といった舞踏家たちとのコラボレーションを頻繁に行っていた。その後はロサンゼルスやオースティンを経て、2016年現在はマサチューセッツ州ケンブリッジ在住。
2007年3月、日本管楽合奏指揮者会議（JWECC）において『翡翠』が世界初演された際に初来日している。
2006年以降、全日本吹奏楽コンクールの自由曲として取り上げられることが多くなり、『吹奏楽のための交響曲「ワインダーク・シー」』は2015年に宮城県・名取交響吹奏楽団（全国大会金賞受賞）が自由曲として取り上げたことをきっかけに人気曲になった。2017年、支部大会の集計ランキングで同曲が1位となり、多くのアマチュアバンドが演奏した。同曲は全3楽章ノーカットで演奏すると約30分かかる大曲なので、コンサートのメイン曲として取り上げる団体も多い。

## 主な作品
- レッドライン・タンゴ Redline Tango（オーケストラ版を吹奏楽版に編曲、2004年度ウォルター・ビーラー記念作曲賞 2005年度オストウォルド賞受賞作品）
- サスパリラ Sasparilla〈2005〉
- タービン Turbine〈2006〉
- ストレンジ・ユーモア Strange Humors〈2006〉
- ターニング Turning（高等学校吹奏楽指導者協会委嘱作品）〈2006〉
- 翡翠（かわせみ） Kingfishers Catch Fire〈2007〉
- ソプラノ・サックスとウインド・アンサンブルのための協奏曲 Concerto for Soprano Sax and Wind Ensemble〈2007〉
- アンダートゥー Undertow〈2008〉
- アスファルト・カクテル Asphalt Cocktail〈2009〉
- オーロラの目覚め Aurora Awakes（2009年度オストウォルド賞、ウィリアム・レヴェリ作曲コンテスト受賞作品）
- ハーベスト－トロンボーン・コンチェルトHarvest: Concerto for Trombone〈2010〉
- ヒム・トゥー・ア・ブルー・アワー Hymn to a Blue Hour〈2010〉
- ドラム・ミュージック -打楽器とウインド・アンサンブルのための協奏曲 Drum Music: Percussion Concerto〈2011〉
- シェルタリング・スカイ Sheltering Sky〈2012〉
- ハイ・ワイヤー High Wire〈2012〉
- フローズン・カテドラル The Frozen Cathedral 〈2013〉
- 吹奏楽のための交響曲「葡萄酒色の海」（「ワインダーク・シー」）Ⅰ.傲慢 Ⅱ.儚い永遠の糸 Ⅲ.魂の叫び   Wine-Dark Sea: Symphony for Band I. Hubris II. Immortal thread, so weak III. The attentions of souls〈2014〉
- ナイト・ガーデン The Night Garden（洗足ウインド・シンフォニー委嘱作品）〈2017〉
- 付喪神　Tsukumogami　Haunted Objects 〈2024〉